# Взрыв автобуса на улице Дизенгоф
Взрыв на улице Дизенгоф — террористический акт, совершённый 19 октября 1994 года в Тель-Авиве, когда смертник взорвал вместе с собой автобус № 5 компании «Дан», следовавший по улице Дизенгоф. В результате взрыва погиб смертник и ещё 22 человека, было ранено 50.
На тот момент этот теракт стал крупнейшим в истории Израиля, а также первым крупным терактом в Тель-Авиве. Ответственность на себя взяла организация ХАМАС, а об организации лично заявил Яхйя Аяш.

## Предыстория
Яхйя Аяш готовил серию терактов в знак протеста против подписания мирного договора между Израилем и Иорданией. Его предыдущая террористическая атака на автобусной остановке в Хадере унесла жизни шести человек, что Аяш посчитал провалом: тогда он использовал пероксид ацетона в качестве взрывчатки. Для следующей атаки он собрал бомбу на основе противопехотной мины египетского производства мощностью 20 кг тротила, начинённую гвоздями и винтами. Тротил попал в руки Аяша благодаря стараниям подпольных преступных группировок Израиля и ХАМАСа, который сумел с ними договориться. По некоторым оценкам, эта бомба считалась одной из лучших, когда-либо сделанных Аяшем.
Добровольцем для осуществления взрыва стал Салех Абдель Рахим аль-Суви, который вступил в ХАМАС после гибели старшего брата Хасина в 1989 году в стычке с израильскими войсками. Аль-Суви был объявлен в розыск израильскими спецслужбами, но при этом не был целью номер один в их списке. За день до теракта аль-Суви записал обращение на кассету, в котором заявил, что с гордостью примет смерть и попадёт в рай.

## Теракт
На автобусную остановку аль-Суви попал благодаря водителю автомобиля Муатабу Мукади, входившему в Самарийский батальон, лично подчинявшийся Аяшу. Аль-Суви занял место в левой части автобуса и положил бомбу, спрятанную в коричневую сумку, к себе в ноги. Сумку ему лично передавал Яхйя Аяш.
В 9:00 по местному времени автобус находился в 100 метрах к северу от площади Дизенгоф, и в этот момент сработало взрывное устройство. В результате взрыва погибли 22 человека: 21 гражданин Израиля и один гражданин Нидерландов. Взрыв был такой мощности, что кузов слетел с шасси, а весь пластик оплавился. Фрагменты тел разлетелись на большое расстояние и даже прилетели к близлежащим ресторанам.
После теракта на месте взрыва собралась разгневанная толпа, которая выкрикивала угрозы и призывы к расправе над арабами. Полиции пришлось арестовать множество арабов, чтобы спасти их от линчевания.

## Жертвы
Жертвами теракта стали 22 человека:
- Хавив Тишби (57, Тель-Авив)
- Моше Гардингер (83, Тель-Авив)
- Пнина (Паула) Рапапорт (75, Тель-Авив)
- Галит Розен (23, Холон)
- Циппора Ариэль (66, Тель-Авив)
- Давид Лида (71, Тель-Авив)
- Пуа Ядгар (56, Гиватаим)
- Далья Ашкенази (62, Тель-Авив)
- Эстер Шарон (21, Лод)
- Офра Бен-Наим (33, Лод)
- Тамар Карлибах-Сапир (24, мошав Масуот-Ицхак)
- Шира Мероз-Кот (20, кибуц Бейт-ха-Шита)
- Мирьям Адаф (54, Сдерот)
- Анат Розен (20, Раанана)
- Салах Овадья (52, Холон)
- Элияху Вассерман (66, Бат-Ям)
- Александра Шапирштейн (55, Бат-Ям)
- Пьер Атлас (56, Кирьят-Оно)
- Элла Волков (21, Цфат / Тель-Авив)
- Айелет Лангер-Алькоби (26, кибуц Йирон)
- Кохава Битон (59, Тель-Авив)
- Риниер Юрест (Вербист) (25, Нидерланды)

## Последствия
Этот теракт стал крупнейшим на тот момент в истории Израиля, хотя в дальнейшем имели место теракты с числом жертв, значительно превосходившим число жертв взрыва на улице Дизенгофа. Премьер-министр Израиля Ицхак Рабин, который был с визитом в Великобритании, немедленно вернулся на родину. Фотографии разрушенного автобуса и имя Аяша фигурировали в новостных сводках всех мировых изданий.
Полиция быстро установила личность смертника благодаря образцу ДНК. На следующий день, когда семья аль-Суви отмечала совершённый акт «мученичества», в дом аль-Суви ворвалась полиция и потребовала от родственников в течение часа его покинуть. После этого дом был взорван.